# Trinity Episcopal Church (Mobile, Alabama)
Trinity Episcopal Church ist eine historische Kirche in Mobile, Alabama in den Vereinigten Staaten und das erste größere Gebäude im Stil der Neugotik, das in Alabama errichtet wurde. Das Bauwerk wurde von den Architekten Frank Wills und Henry Dudley entworfen.

## Geschichte
Die Kirchengemeinde der Trinity Episcopal Church wurde 1845 begründet. Es war die zweite Kirchengemeinde der Episkopalkirche der Vereinigten Staaten von Amerika in Mobile; die erste war die Christ Church Cathedral. Der Eckstein des Gebäudes wurde am 8. April 1853 gesetzt. Der Ausbruch einer Epidemie von Gelbfieber traf die Stadt in diesem Jahr, und die Kirchenregister zeigen, dass im September 1853 der Gemeindepfarrer 49 Begräbnisgottesdienste zelebrierte. Offensichtlich wurde dadurch die Bautätigkeit verlangsamt, doch 1857 wurde das Bauwerk fertiggestellt. Es befand sich an der Ecke von St. Anthony und Jackson Streets, bis es 1945 in die Dauphin Street verlegt wurde.
Hurrikan Frederic beschädigt 1979 das Bauwerk. Ein Teil des Daches wurde abgedeckt, Fenster zerbrachen und die Kirchturmspitze wurde beschädigt. Diese wurde später durch eine Stahlkonstruktion verstärkt, und das Dach wurde repariert.
Das Gebäude wurde am 20. August 1990 in das National Register of Historic Places aufgenommen und war für die Anerkennung als National Historic Landmark nominiert, doch erhielt es diesen Status wegen der 1945 vorgenommenen Verlegung des Bauwerkes nicht.
Das Kirchengebäude wurde 2010 renoviert. Am 1. Weihnachtstag 2012 wurde die Kirche beschädigt durch einen Tornado, der die Stufe EF2 auf der erweiterten Fujitaskala erreichte und seinen Zug durch die Stadt nahm. Der Altarraum des Bauwerkes büßte ein Drittel seines Daches ein und die vordere Giebelseite des Gemeindesaales stürzte ein. Zudem verursachte das Unwetter weitere substantielle Schäden an dem Gebäudekomplex.

## Architektur
Die Trinity Episcopal Church wurde im neugotischen Stil errichtet, inspiriert durch den Perpendicular Style der englischen Spätgotik. Sie ist gemauert aus Backsteinen, und ihr Grundriss besteht aus Kirchenschiff, Chor und einem hoch aufragenden Glockenturm. Der Bau inspirierte den Gemeindepfarrer der Episcopal Church of the Nativity in Huntsville dazu, den Architekten Frank Wills der Kirche in Mobile mit dem Entwurf des Gotteshauses seiner Gemeinde zu beauftragen. Das Design der beiden Kirchen ist ziemlich ähnlich.

## Belege
1. 1 2  The History of Trinity Episcopal Church. In: Trinity Episcopal Church. Archiviert vom Original am 19. Februar 2008; abgerufen am 30. Dezember 2012 (englisch).
2. 1 2  Carol McPhail: Trinity Episcopal Members: 'We'll Get Through This'. 26. Dezember 2012, abgerufen am 30. Dezember 2012.
3. ↑  Eintrag im National Register Information System. National Park Service, abgerufen am 26. Juli 2017.
4. 1 2  Harvie Jones R. Gamble, Frances Roberts: National Landmark Nomination: Episcopal Church of the Nativity. (PDF, 537 KB) National Park Service, 21. Juli 1989, abgerufen am 30. Dezember 2012 (englisch). und begleitende 7 Photos des Exterieurs und Interieurs (1989) (Memento des Originals vom 25. Mai 2011 im Internet Archive)  Info: Der Archivlink wurde automatisch eingesetzt und noch nicht geprüft. Bitte prüfe Original- und Archivlink gemäß Anleitung und entferne dann diesen Hinweis. (PDF, 1,59 MB)